# 앨곤퀸 주립공원

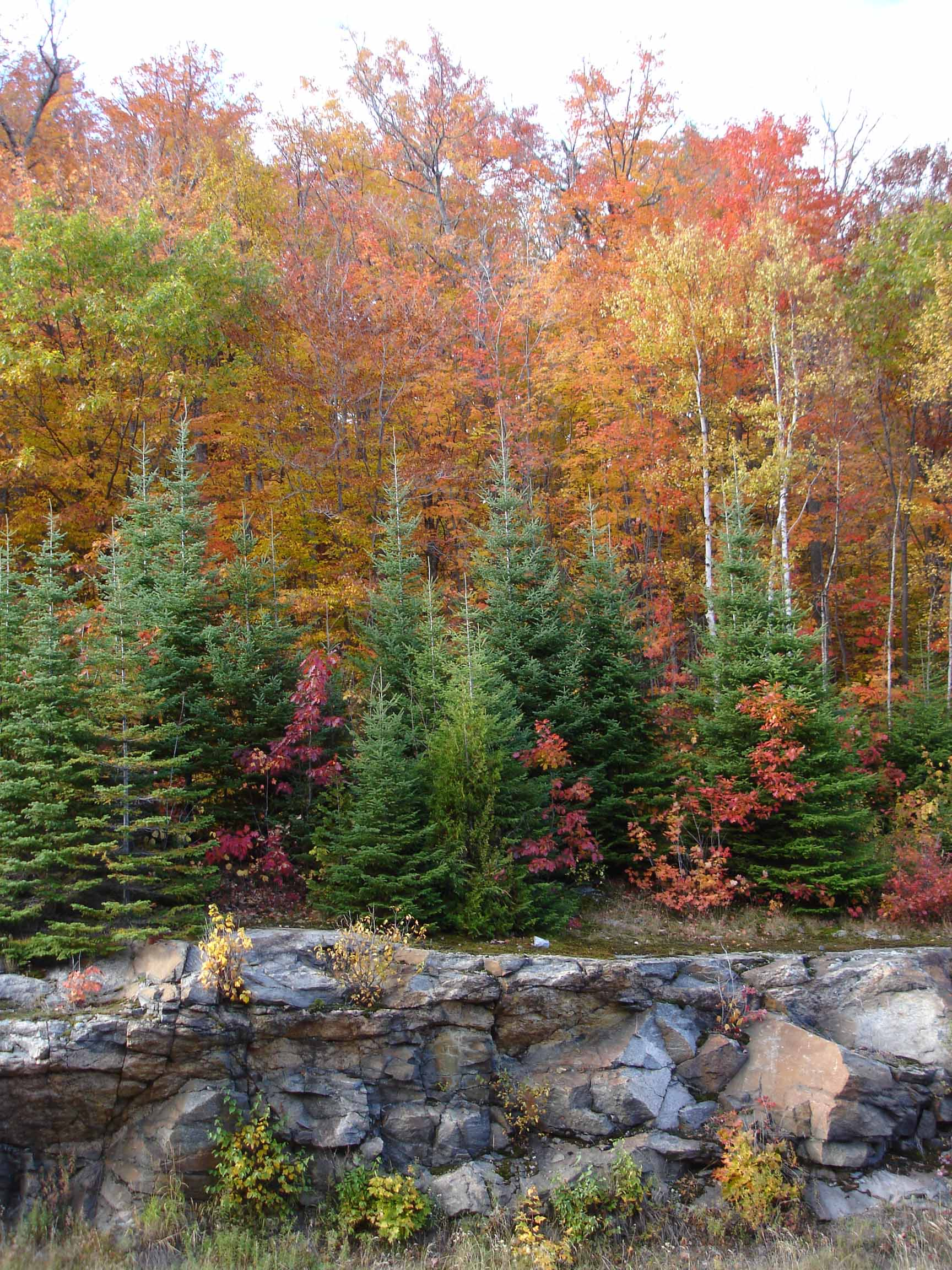
앨곤퀸 주립공원

앨곤퀸 주립공원(영어: Algonquin Provincial Park)은 캐나다 온타리오주 조지언만과 오타와강 중간에 위치한 공원이다. 1893년에 제정된 캐나다에서 가장 오래된 주립공원으로, 캐나다 국립 사적지로 지정되어 있다. 공원에는 2,400개 이상의 호수가 있고 1,200km에 달하는 강이 흐르고 있다. 비버, 여우, 사슴 등 1,000여 종에 이르는 동식물이 서식하고 있으며, 자연 관찰로 중요한 지역이다. 1992년 앨곤퀸 로깅 박물관이 개관하였다.

## 같이 보기
- 앨곤퀸